# ریچارد باجت
ریچارد باجت (انگلیسی: Richard Budgett؛ زادهٔ ۲۰ مارس ۱۹۵۹) قایقران روئینگ اهل بریتانیا است.